# Traglast
Mit Traglast wird in der Baustatik die absolute Beanspruchungsgrenze eines statisch unbestimmten Systems vor Erreichen des kinematischen Zustandes beschrieben.
Im Traglastverfahren wird, meist im Stahl- oder Stahlbetonbau, das örtliche Plastifizieren von Bauteilen oder Verbindungsmitteln zugelassen. Mit jedem plastischen Dreh- oder Verschiebungsgelenk wird die statische Unbestimmtheit reduziert, bis zuletzt ein verschiebliches System vorliegt.
Die Beanspruchbarkeit bis zu diesem Punkt ist die absolute Traglast.

## Nennbelastung
In Veranstaltungstechnik und Fördertechnik wird die Summe aus Traglast (Nennlast) und dynamischen Kräften im Betriebsfall als Nennbelastung definiert.